# 蒙什库尔
蒙什库尔（法語：Monchecourt，法語發音：[mɔ̃ʃkuʁ]）是法国上法蘭西大區北部省的一个市镇，属于杜埃区。

## 地理
蒙什库尔（50°18'14"N, 3°12'34"E）面积6.77 平方千米，位于法国上法蘭西大區北部省，该省份为法国最北部的省份及最长的省份，西北濒北海，西接加来海峡省，南至埃纳省和索姆省，东与比利时接壤。
与蒙什库尔接壤的市镇（或旧市镇、城区）包括：马尼、维莱欧泰特尔、欧贝尔希库尔、埃梅尔希库尔、埃尔尚、弗雷桑、马尔康奥斯特雷旺。

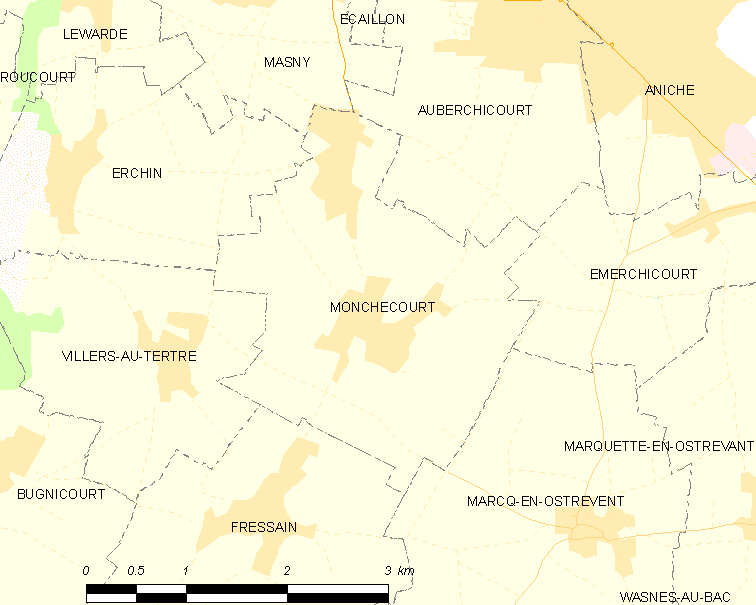
蒙什库尔的OSM定位图

蒙什库尔的时区为UTC+01:00、UTC+02:00（夏令时）。

## 行政
蒙什库尔的邮政编码为59234，INSEE市镇编码为59409。

## 政治
蒙什库尔所属的省级选区为阿尼什县。

## 人口

1962-2008年间蒙什库尔人口变化图示

蒙什库尔于2022年1月1日时的人口数量为2488人。